# Dhamtari
Dhamtari è una suddivisione dell'India, classificata come municipality, di 82.099 abitanti, capoluogo del distretto di Dhamtari, nello stato federato del Chhattisgarh. In base al numero di abitanti la città rientra nella classe II (da 50.000 a 99.999 persone).

## Geografia fisica
La città è situata a 20° 42' 26 N e 81° 32' 59 E e ha un'altitudine di 316 m s.l.m..

## Società

### Evoluzione demografica
Al censimento del 2001 la popolazione di Dhamtari assommava a 82.099 persone, delle quali 41.241 maschi e 40.858 femmine. I bambini di età inferiore o uguale ai sei anni assommavano a 11.290, dei quali 5.871 maschi e 5.419 femmine. Infine, coloro che erano in grado di saper almeno leggere e scrivere erano 56.701, dei quali 31.785 maschi e 24.916 femmine.